# Perameles
Genre
Les péramèles (Perameles) forment le genre de marsupiaux appelés bandicoots selon leur nom aborigène, appartenant à la famille des Peramelidae.

## Liste des espèces
- Perameles bougainville Quoy and Gaimard, 1824 — Bandicoot de Bougainville
- Perameles eremiana Spencer, 1897 — Bandicoot du désert
- Perameles gunnii Gray, 1838 — Bandicoot rayé de l'Est
- Perameles nasuta É. Geoffroy Saint-Hilaire, 1804 — Bandicoot à nez long ou péramèle nason